# Liposthenes
Liposthenes is een geslacht van vliesvleugelige insecten van de familie van de echte galwespen (Cynipidae).

## Soorten
- Liposthenes glechomae (Linnaeus, 1758) - hondsdrafbesjesgalwesp
- Liposthenes kerneri (Wachtl, 1891)